# Ronde van Vlaanderen 2005
De 89e editie van Ronde van Vlaanderen werd gehouden op 3 april 2005.

## Mannen
Het parcours had een totale lengte van 256 kilometer met start in Brugge en finish in Meerbeke. De winnaar had een gemiddelde uursnelheid van 40,208 km/h. Er zijn 196 vertrekkers. Bij de start wordt een minuut stilte gehouden voor de pas overleden paus Johannes-Paulus II.

### Koersverloop
Op de hellingen van de Koppenberg en de Taaienberg domineert het trio Peter Van Petegem, Tom Boonen en Andreas Klier. Er komt echter geen afscheiding, maar enkele vroegere vluchters worden ingehaald. Op weg naar de Valkenberg demarreert Erik Zabel met Roberto Petito in zijn wiel. Op de Valkenberg volgen Andreas Klier, Van Petegem en Boonen. Zij halen Alessandro Ballan in die eerder achter de vluchters was aangegaan. Op de Muur van Geraardsbergen tracht Van Petegem weg te geraken, maar slaagt daar niet in. Op de Bosberg volgt er een reeks van demarrages van Klier, Boonen en Petito, maar niemand raakt weg. Op 9 km van de aankomst probeert Van Petegem het nog eens, maar Boonen laat niet begaan. Uiteindelijk plaatst Boonen de laatste en goede demarrage en wint met 35" op Klier die te laat reageerde.

### Hellingen
| - Molenberg - Wolvenberg - Oude Kwaremont - Paterberg - Koppenberg - Steenbeekdries | - Taaienberg - Eikenberg - Boigneberg - Het Foreest - Steenberg - Leberg | - Berendries - Valkenberg - Tenbosse - Muur-Kapelmuur - Bosberg |

### Uitslag
| Ronde van Vlaanderen 2005 (256 km) |                   |                   |          |
| Plaats                             | Naam              | Ploeg             | Tijd     |
| Winnaar                            | Tom Boonen        | Quickstep         | 6u22'00" |
| 2                                  | Andreas Klier     | T-Mobile Team     | + 35"    |
| 3                                  | Peter Van Petegem | Davitamon - Lotto | + 40"    |
| 4                                  | Erik Zabel        | T-Mobile Team     | z.t.     |
| 5                                  | Roberto Petito    | Fassa Bortolo     | z.t.     |
| 6                                  | Alessandro Ballan | Lampre - Caffita  | z.t.     |
| 7                                  | George Hincapie   | Discovery Channel | + 1' 40" |
| 8                                  | Léon van Bon      | Davitamon - Lotto | z.t.     |
| 9                                  | Sergej Ivanov     | T-Mobile Team     | z.t.     |
| 10                                 | Vladimir Goesev   | Team CSC          | z.t.     |

## Vrouwen
Voor de tweede keer werd een vrouweneditie van de Ronde van Vlaanderen verreden. De wedstrijd maakt deel uit van de wereldbeker en werd gewonnen door de Nederlandse Mirjam Melchers, die samen met haar Zweedse ploeggenote Susanne Ljungskog weggereden was uit het peloton. Het achtervolgende peloton met o.a. wereldbekerleidster Oenone Wood had 40 seconden achterstand en werd door de organisatie in de laatste twee kilometer verkeerd gestuurd. Nadat ze weer op het goede parcours zaten, werd de hele groep door de jury uit koers genomen.

### Uitslag
| Plaats  | Naam                      | Ploeg                            | Tijd     |
| ------- | ------------------------- | -------------------------------- | -------- |
| Winnaar | Mirjam Melchers           | Buitenpoort-Flexpoint            | 3u13'00" |
| 2       | Susanne Ljungskog         | Buitenpoort-Flexpoint            | + 07"    |
| 3       | Monia Baccaille           | Italiaanse selectie              | + 1'23"  |
| 4       | Monica Holler             | ELK Haus - Tirol - Nö            | z.t.     |
| 5       | Giorgia Bronzini          | Chirio-Forno d'Asolo             | z.t.     |
| 6       | Magali Le Floc'h          | Franse selectie                  | z.t.     |
| 7       | Suzanne de Goede          | Van Bemmelen-AA Drink            | z.t.     |
| 8       | Sabrina Emmasi            | Bigla Pro Cycling                | z.t.     |
| 9       | Élisabeth Chevanne-Brunel | Les Pruneaux d'Agen              | z.t.     |
| 10      | Barbara Lancioni          | SS Lazio Ciclismo Team Ladispoli | z.t.     |
| 11      | Tatiana Panina            | Russische selectie               | z.t.     |
| 12      | Sarah Grab                | Univega                          | z.t.     |
| 13      | Luisa Tamanini            | Bianchi - Aliverti               | z.t.     |
| 14      | Veerle Ingels             | Vlaanderen-Capri Sonne-T-Interim | z.t.     |
| 15      | Dorte Lohse Rasmussen     | Team S.A.T.S.                    | z.t.     |
| 16      | Lada Kozlikova            | Buitenpoort-Flexpoint            | z.t.     |
| 17      | Alessandra D'Ettorre      | Italiaanse selectie              | z.t.     |
| 18      | Josephine Groenveld       | Van Bemmelen-AA Drink            | z.t.     |
| 19      | Andrea Graus              | ELK Haus - Tirol - Nö            | z.t.     |
| 20      | Sophie Creux              | Franse selectie                  | z.t.     |